# كونراد نواك (لاعب كرة قدم)
كونراد نواك (بالبولندية: Konrad Nowak)‏ (7 نوفمبر 1994 ببولندا - ) هو لاعب كرة قدم بولندي في مركز الوسط. لعب مع غورنيك زابجه وRozwój Katowice ‏.

## وصلات خارجية
- كونراد نواك (لاعب كرة قدم) على موقع قاعدة بيانات كرة القدم.إي يو (الإنجليزية)
- كونراد نواك (لاعب كرة قدم) على موقع Soccerway.com (الإنجليزية)